# Qugboxung
Qugboxung (chinois : 曲布雄乡 ; pinyin : qūbùxióng xiāng) est un bourg-canton de la ville-district de Shigatsé, dans la ville-préfecture de Shigatsé, région autonome du Tibet, en République populaire de Chine